# عبدي فارح سعيد (جحا)
عبدي فارح سعيد جحا (بالصومالية: Cabdi Faarax Saciid Juxa)‏ سياسي صومالي يشغل حاليًا منصب وزير الداخلية في ولاية بونتلاند الصومالية.  شغل سابقًا منصب وزير التربية والتعليم في بونتلاند.   كما شغل سابقا منصب وزير الداخلية في الحكومة الفيدرالية الصومالية. 